# Katalin Szőke
Katalin Szőke (Boedapest, 17 augustus 1935 – Los Angeles, 27 oktober 2017) was een Hongaars zwemmer.

## Biografie
Szőke werd geboren als dochter van olympisch kampioen waterpolo Márton Homonnai. Haar vader collaboreerde met de nazi's en ontvluchtte Hongarije, richting Argentinië. Haar vader was bij verstek veroordeeld tot de doodstraf. Szőke nam de achternaam van haar moeder aan om onderdeel te kunnen zijn van het Hongaarse zwemteam.
Szőke won tijdens de Olympische Zomerspelen van 1952 de gouden medaille medaille op de 100 meter vrije slag en de 4×100 meter vrije slag.
Tijdens de Europese kampioenschappen zwemmen van 1954 won Szőke wederom goud op de 100 meter vrije slag en de 4×100 meter vrije slag.
Na de teleurstellend verlopen Olympische Zomerspelen van 1956 keerde Szőke niet terug naar Hongarije vanwege de Hongaarse Opstand. In plaats daarvan emigreerde zij naar de Verenigde Staten.
Szőke is getrouwd geweest met de Hongaarse olympisch kampioen waterpolo Kálmán Markovits; het huwelijk eindigde in een scheiding.

## Internationale toernooien
| Jaar | Olympische Spelen                        | Europese kampioenschappen zwemmen   |
| ---- | ---------------------------------------- | ----------------------------------- |
| 1952 | 100m vrije slag · 4x100m vrije slag      |                                     |
| 1954 |                                          | 100m vrije slag · 4x100m vrije slag |
| 1956 | 17e 100m vrije slag 7e 4x100m vrije slag |                                     |

1912: Fanny Durack ·
1920: Ethelda Bleibtrey ·
1924: Ethel Lackie ·
1928: Albina Osipowich ·
1932: Helene Madison ·
1936: Rie Mastenbroek ·
1948: Greta Andersen ·
1952: Katalin Szőke ·
1956: Dawn Fraser ·
1960: Dawn Fraser ·
1964: Dawn Fraser ·
1968: Jan Henne ·
1972: Sandra Neilson ·
1976: Kornelia Ender ·
1980: Barbara Krause ·
1984: Nancy Hogshead/Carrie Steinseifer ·
1988: Kristin Otto ·
1992: Zhuang Yong ·
1996: Le Jingyi ·
2000: Inge de Bruijn ·
2004: Jodie Henry ·
2008: Britta Steffen ·
2012: Ranomi Kromowidjojo ·
2016: Simone Manuel/Penelope Oleksiak ·
2020: Emma McKeon ·
2024: Sarah Sjöström
1912: Moore, Fletcher, Speirs, Steer ·
1920: Woodbridge, Schroth, Guest, Bleibtrey ·
1924: Donnelly, Ederle, Lackie, Wehselau ·
1928: Lambert, Osipowich, Saville, Norelius ·
1932: Johns, Saville, McKim, Madison ·
1936: Selbach, Wagner, den Ouden, Mastenbroek ·
1948: Corridon, Kalama, Helser, Curtis ·
1952: I. Novák, Temes, É. Novák, Szőke ·
1956: Fraser, Leech, Morgan, Crapp ·
1960: Spillane, Stobs, Wood, von Saltza ·
1964: Stouder, de Varona, Watson, Ellis ·
1968: Barkman, Gustavson, Pedersen, Henne ·
1972: Babashoff, Barkman, Kemp, Neilson ·
1976: Peyton, Sterkel, Babashoff, Boglioli ·
1980: Krause, Metschuck, Diers, Hülsenbeck ·
1984: Johnson, Steinseifer, Torres, Hogshead ·
1988: Otto, Meißner, Hunger, Stellmach ·
1992: Haislett, Martino, Thompson, Torres ·
1996: Martino, Van Dyken, Fox, Thompson ·
2000: Van Dyken, Shealy, Thompson, Torres ·
2004: Mills, Lenton, Thomas, Henry ·
2008: Dekker, Kromowidjojo, Heemskerk, Veldhuis ·
2012: Coutts, C. Campbell, Elmslie, Schlanger ·
2016: McKeon, Elmslie, B. Campbell, C. Campbell ·
2020: B. Campbell, Harris, McKeon, C. Campbell ·
2024: O'Callaghan, Jack, McKeon, Harris